# Réserve naturelle nationale de Sainte-Victoire
La réserve naturelle nationale de Sainte-Victoire (RNN117) est une réserve naturelle nationale géologique située dans le département des Bouches-du-Rhône. Occupant 140 hectares, la réserve naturelle a été créée en 1994 pour protéger des gisements d'œufs de dinosaures au pied ouest de la montagne Sainte-Victoire.

## Localisation

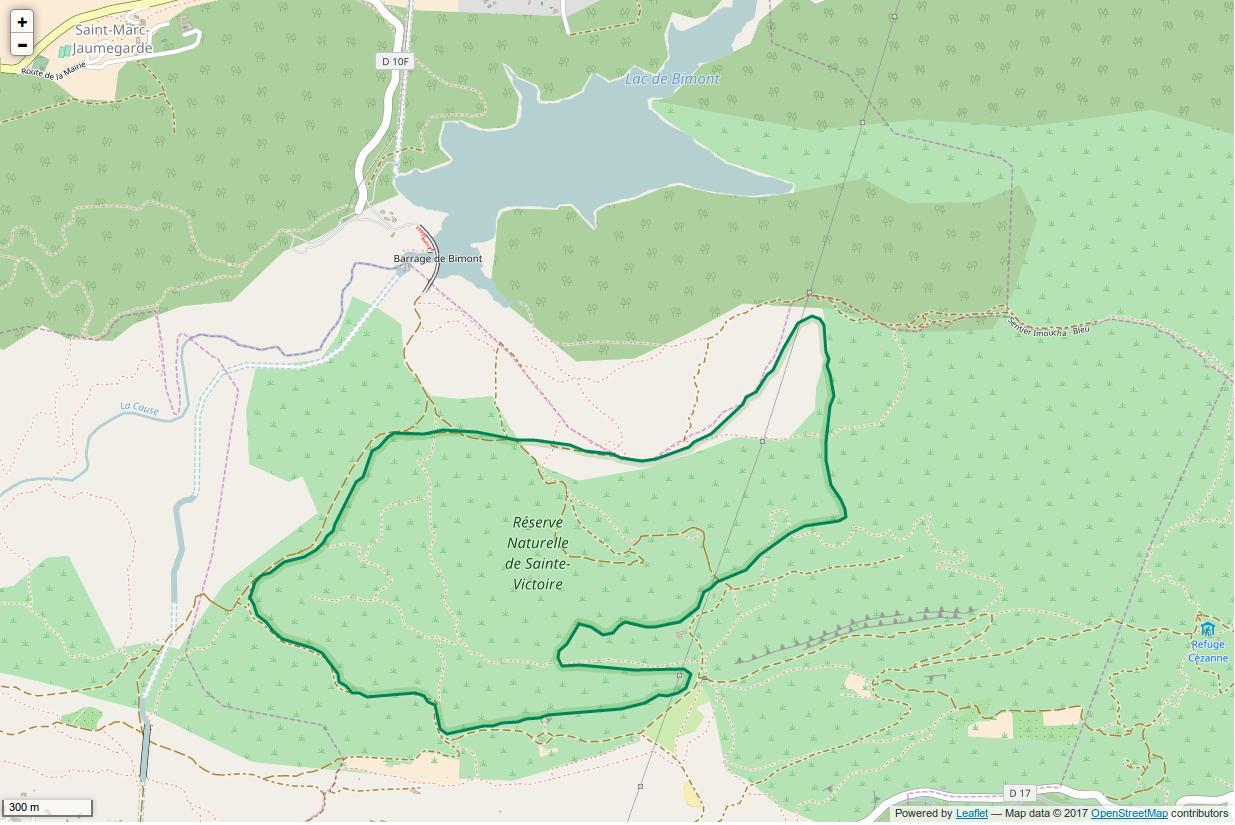
Périmètre de la réserve naturelle.

Le territoire de la réserve naturelle est dans le département des Bouches-du-Rhône en région Provence-Alpes-Côte d'Azur, sur la commune de Beaurecueil. Au pied ouest de la Montagne Sainte-Victoire, le site couvre une surface de 140 ha et comprend en particulier le gisement de Roques-Hautes. La réserve naturelle se compose d'une partie centrale dite des « Grands Creux » où toute pénétration est interdite et d'un périmètre de protection.

## Histoire du site et de la réserve
Le site est connue depuis 1947 pour son gisement paléontologique à œufs de dinosaures.
La Provence du Crétacé supérieur, sous climat tropical, était occupée par un milieu fluvio-lacustre favorable à la reproduction, notamment la ponte, des grands reptiles, tortues, crocodiles et dinosaures. Le site a été classé dès 1964 au titre de la loi de 1930.

## Écologie (biodiversité, intérêt écopaysager…)
Le principal intérêt du site est paléontologique avec la présence du gisement à œufs de dinosaures. On trouve seulement 10 sites comparables dans le monde. Depuis sa découverte, environ 1000 œufs de dinosaure ont été trouvés sur le site. L'espèce qui les a pondus est inconnue puisque les œufs sont non-fécondés ou vides. On sait cependant par la forme qu'il s'agit d'un dinosaure herbivore. En plus des œufs, on a trouvé sur le site un millier d'ossements. On y trouve entre autres des os de Rhabdodon et de Titanosaurus.

## Intérêt touristique et pédagogique

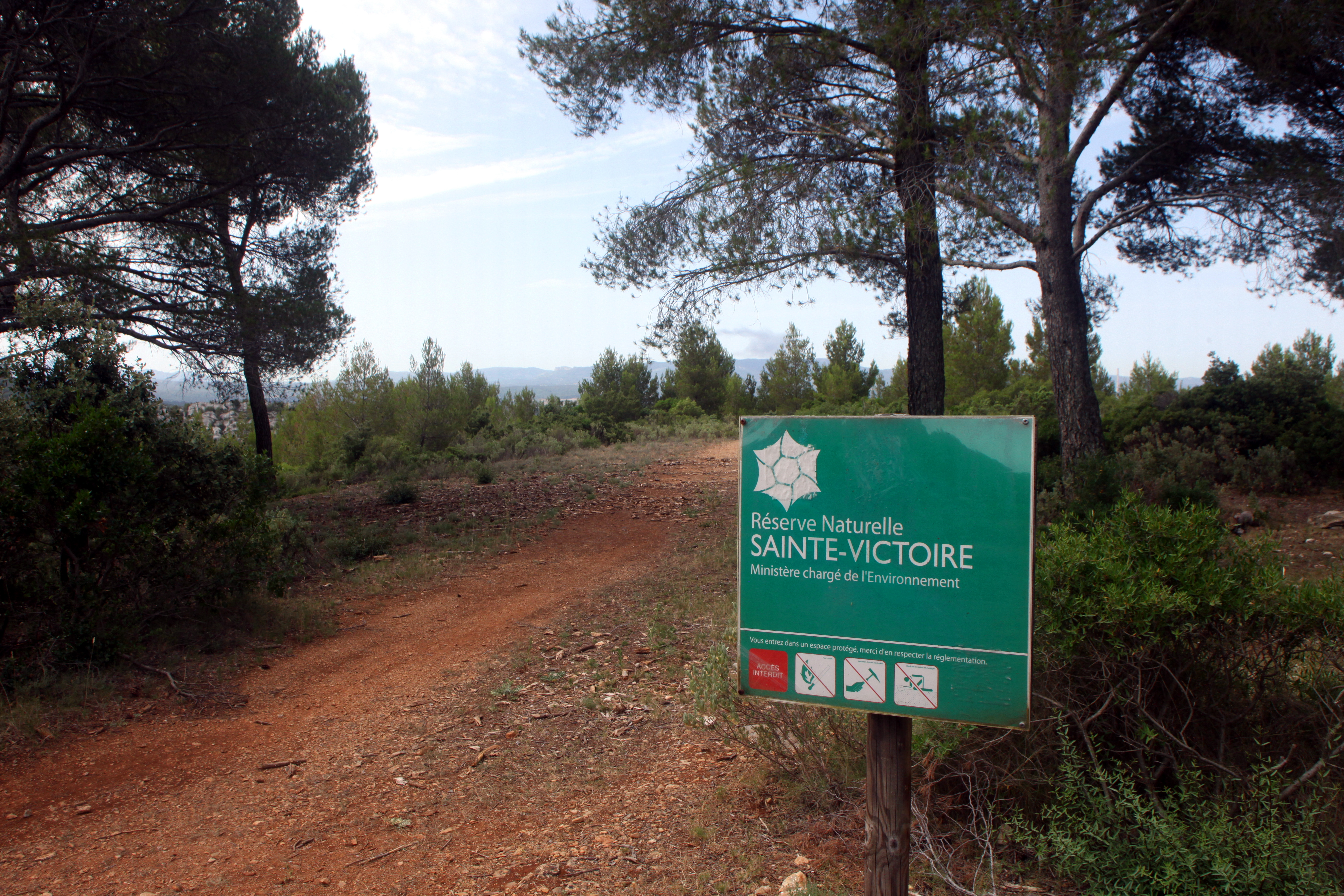
Balisage de la réserve naturelle.

L'accès à la réserve naturelle se fait au sud par les parkings de Roques-Hautes de l'Aurigon et du Toscan, desservis par la D17 et au Nord depuis la Commune de Saint-Marc-Jaumegarde par la piste desservant le Barrage de Bimont, accessible par la D10.
L'accès au secteur des Grands-Creux est interdit au public.

## Administration, plan de gestion, règlement
La réserve naturelle est gérée par le conseil départemental des Bouches-du-Rhône.

### Outils et statut juridique
La réserve naturelle a été créée par un décret du 1er mars 1994.